# Operazione Python
Operazione Python fu il nome in codice di un attacco scatenato nella notte tra l'8 e il 9 dicembre 1971 ad opera della Marina militare dell'India contro il porto pachistano di Karachi, nell'ambito dei più vasti eventi della guerra indo-pakistana del 1971. Dopo il primo, devastante attacco, lanciato con l'operazione Trident contro Karachi, il comando pakistano intensificò la sorveglianza aerea delle costa poiché la presenza in zona di grandi navi della Marina indiana dava l'impressione che fosse stato pianificato un altro attacco. Le navi da guerra pachistane ricevettero l'ordine di mescolarsi tra le navi mercantili presenti in porto. Per contrastare queste mosse, nella notte tre l'8 e il 9 dicembre 1971 fu lanciata l'operazione Python.

## Antefatti
Dopo che nel novembre 1970 un ciclone aveva devastato il Pakistan Orientale provocando 300 000 morti, la deficiente gestione delle operazioni di soccorso da parte del governo centrale di Islamabad diede vita a una rivolta popolare.  Nel tentativo di prevenire lo  scoppio di una guerra civile  il 25 marzo 1971 il governo pakistano iniziò una dura repressione preventiva (Operazione Searchlight)  che in poche settimane portò alla decimazione della classe dirigente bengalese. Questo fatto diede inizio a una rivolta armata, quella dei Mukhti Bahini, a cui si unirono reparti regolari dell'esercito pakistano composti da uomini provenienti dal Pakistan Orientale che si erano ammutinati. In due mesi vi furono 20 000 morti, e la repressione pakistana portò ad un esodo di circa 10 milioni di persone verso l'India. Questo fatto causò la messa in stato di allerta delle forze armate indiane che si prepararono allo scoppio di una guerra.
Nell'ottobre 1971 vi furono sanguinosi scontri tra le forze armate indiane e pakistane di frontiera, e il 23 novembre, dopo tre giorni di aperta battaglia tra i due eserciti nel saliente di Boyra, il governo pakistano dichiarò lo stato di emergenza e la mobilitazione generale. Subito dopo la marina indiana schierò tre motovedette missilistiche classe Vidyut nelle vicinanze di Okha, vicino a Karachi, al fine di effettuare missioni di pattugliamento. Poiché anche la flotta pakistana avrebbe operato nelle stesse acque, la marina indiana aveva stabilito una linea di demarcazione che le navi della sua flotta non avrebbero dovuto attraversare. Tale dispiegamento si rivelò utile per acquisire esperienza nella navigazione nelle acque di quella regione. La guerra iniziò ufficialmente al tramonto del 3 dicembre, con l'operazione Gengis Khan lanciata preventivamente dall'aeronautica militare pakistana contro gli aeroporti indiani.

## La guerra
Nel 1971 il porto di Karachi ospitava il quartier generale della Marina pakistana e quasi tutte le unità militari della sua flotta navale, ed era anche il fulcro del commercio marittimo nazionale. Gli aerei di base a terra dell'aeronautica pakistana avevano il compito di fornire una copertura ininterrotta al porto al fine di prevenire qualsiasi possibile attacco aereo nemico. Inoltre all'epoca il porto di Karachi aveva acquisito grande importanza strategica in quanto era l'unico porto marittimo del Pakistan occidentale.
Dopo l'inizio delle ostilità il viceammiraglio Sourendra Nath Kohli, comandante della Western Fleet dell'Indian Navy pianificò di impiegare il nuovo 25th Missile Boat Squadron, al comando del captain Babru Bhan Yadav, per bloccare il porto di Karachi, principale base navale della Pakistan Navy.
Il  25th Missile Boat Squadron era formato da 8 moderne motovedette lanciamissili classe Vidyut, armate con missili antinave SS-N-2 Styx, per il cui utilizzo il comandante del reparto captain Yadav aveva teorizzato un nuovo tipo di impiego. Questo reparto era reduce da un intensissimo ciclo addestrativo svoltosi presso la base navale sovietica di Vladivostok in occasione della consegna delle navi, avvenuta tra il gennaio e l'aprile 1971. In questa occasione Yadav aveva elaborato una nuova tattica di impiego dei missili SS-N-2 Styx che consisteva nell'avvicinarsi all'obiettivo in formazione serrata ad alta velocità e con i radar spenti.  Arrivati al limite della portata dei missili venivano accesi i radar di acquisizione dei bersagli, i quali appena inquadrati venivano fatti oggetto del lancio dei missili.  Tale tattica, testata in esercitazione il 2 dicembre 1970, aveva attirato l'attenzione del comandante in capo della flotta sovietica ammiraglio Sergej Georgievič Gorškov.
Nella notte tra il 3 e il 4 dicembre 1971 il captain Yadav aveva condotto un primo attacco (operazione Trident) contro il porto di Karachi con tre motovedette, Veer, Nirghat e Nipat (sua nave di bandiera) rivelatosi devastante. In questa occasione furono affondati un cacciatorpediniere pakistano, il Khaibar da 3 300 tonnellate, la nave trasporto munizioni MV Venus Challenger letteralmente saltata in aria, e la cui esplosione aveva pesantemente danneggiato il cacciatorpediniere Shah Jahan da 2 520 tonnellate, il dragamine Muhafiz. Giunto a 14 miglia da Karachi con sola la Nipat, Yadav lanciò gli ultimi due missili rimasti contro i depositi carburante della base centrandoli e provocando notevoli danni. Successive valutazioni sull'attacco rivelarono che solo uno dei due missili avevano colpito i depositi di carburante, e che essi erano ancora parzialmente operativi.  Nonostante i problemi all'apparato propulsivo emersi sulle tre OSA l'attacco era stato coronato da pieno successo e il viceammiraglio Kohli decise di effettuare un nuovo attacco contro i depositi carburante per distruggerli definitivamente. Tuttavia l'aviazione pachistana lanciò un attacco aereo contro il porto di Okha, base di partenza delle OSA, mettendo a segno colpi diretti sugli impianti di rifornimento, su un deposito di munizioni e sul molo di ormeggio delle navi. Il comando della marina indiana aveva previsto questa eventualità e spostato preventivamente le unità lanciamissili  in altre località. La distruzione degli impianti di rifornimento di Okha impedì ulteriori missioni operative fino a quando non venne eseguita l'Operazione Python tre giorni dopo.

## L'operazione Python
Il nuovo attacco fu pianificato per la notte tra l'8 e il 9 dicembre, ed era più complesso del precedente. Esso prevedeva l'utilizzo di una Task Group formata dall'incrociatore leggero Mysore, dal cacciatorpediniere Ranjit e dalla fregata Betwa  che avrebbero creato una diversione ad ovest (Operazione Grand Slam) al fine di consentire a un secondo Task Group forte delle fregate antisommergibili Talwar e Trishul e della motomissilistica Vinash di attaccare il porto e i depositi carburante e cisterne della base navale.
Mentre le navi indiane si avvicinavano a Karachi furono avvistate con il radar da un pattugliatore pakistano che venne immediatamente affondato dalla fregata Talwar.  Nonostante il pattugliatore fosse riuscito a lanciare l'allarme quest'ultimo non riuscì di aiuto al comando navale pakistano. La città era sotto un pesante attacco aereo abilmente coordinato con l'operazione navale dall'alto Comando indiano.
Giunta a 12 miglia da Karachi alle 23:00 PKT la Vinash lanciò in successione i quattro missili SS-N-2 Styx. Il primo missile centrò ed incendiò i depositi carburante della Kemari Oil Farm, i successivi affondarono la petroliera panamense SS Gulf Star e danneggiarono irreparabilmente il rifornitore di squadra Dacca, che non rientrò mai più in servizio, e un mercantile inglese, l'SS Harmattan. Ne caos conseguente all'attacco che regnava a Karachi le batterie costiere pakistane aprirono il fuoco affondando la nave mercantile greca Zoe. A completare il successo il Task Group del Mysore catturò al largo di Makran un mercantile pakistano.  Durante le due operazioni furono distrutte il 50% delle scorte di carburante pakistane e di materiali, per un valore di circa 3 miliardi di dollari, e arrecati gravi danni alle infrastrutture portuali e aeroportuali di Karachi. A causa delle distruzioni patite dai depositi di carburante ne risentirono anche le operazioni aeree dell'aviazione pakistana.

### Operazione Grand Slam

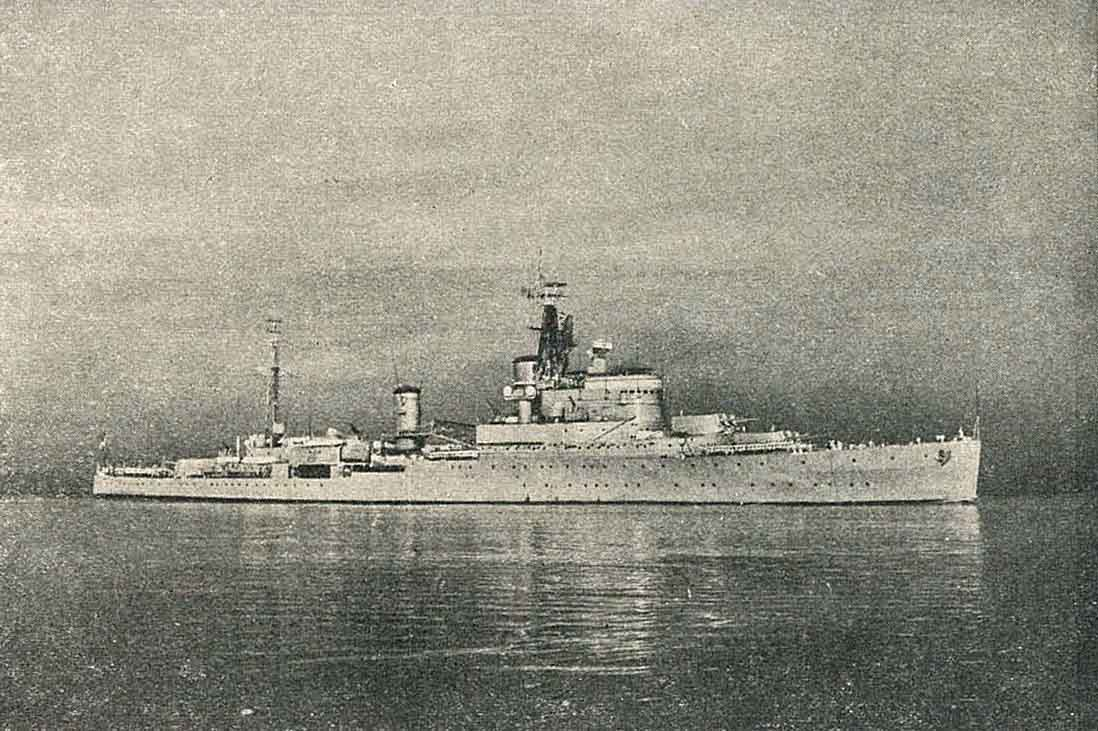
L'incrociatore leggero Mysore.

L'8 dicembre 1971,  mentre partiva il secondo attacco contro Karachi (Operazione Python), l'Alto Comando navale indiano consegnò al comando tattico dell'incrociatore Mysore gli ordini relativi al bombardamento della costa pakistana di Makran da eseguirsi nella notte tra l'8 e il 9 dicembre con l'intento "di bruciare, affondare, distruggere" installazioni e navi pachistane. Il Task Group assegnato a questa missione era composto dal Mysore, dal cacciatorpediniere Ranjit e dalla fregata Betwa.
Infine un terzo gruppo, costituito dal rifornitore di squadra Deepak e dalla corvetta Kadmat avrebbero eseguito un controllo per la repressione del contrabbando.
La sera dell'8 dicembre, giunto a 75 miglia a sud della città costiera pakistana di Jiwani, il Task Group del Mysore incontrò una nave mercantile che, vedendo il gruppo navale avvicinamento, invertì la rotta e si diresse verso Karachi cercando di contattare il porto su una frequenza monitorata. La nave non si fermò quando le venne segnalato e quindi il Mysore e il Ranjit spararono una bordata davanti alla prua, costringendola a spegnere i motori, accendere le luci ed alzare una bandiera bianca. Il cacciatorpediniere Ranjit fu inviato per indagare e scoprì che la nave era il mercantile pakistano Madhumati originariamente diretto a Singapore con un grosso carico di riso basmati. L'armatore aveva fatto ricoprire l'originario, sostituendolo con Adamant per mascherarla da nave neutrale registrata a Manila, nelle Filippine. Una volta catturata sulla nave mercantile venne alzata la bandiera della marina indiana al di sopra di quella pakistana. Questo incidente, che costrinse il comando navale indiano a far rientrare le proprie navi, provocò molta delusione nella flotta che voleva così vendicare l'incursione compiuta dai pakistani contro Dwarka nel 1965.

## Conseguenze
Senza nessuna perdita da parte indiana, il successo delle Operazioni Trident e Python portarono la marina pakistana ad adottare misure estreme per prevenire ulteriori danni.  Le operazioni di salvataggio immediatamente coordinate dal contrammiraglio Patrick Simpson contribuirono a mantenere alto il morale tra gli ufficiali della marina pakistana. Per questo fatto Simpson fu insignito del Sitara-e-Jurat. Il capitano di corvetta Vijai Jerath, comandante della motomissilistica Vinash, per questa operazione ricevette il Vir Chakra. L'Alto Comando pakistano ordinò alle navi della flotta di ridurre il munizionamento presente di bordo al fine di cercare di ridurre i danni causati da eventuali esplosioni se esse fossero state colpite. Alle navi fu anche ordinato di non manovrare in mare, specialmente durante la notte, a meno che non fosse stato lo espressamente ordinato di farlo. Queste due misure demoralizzarono gravemente gli equipaggi della navi pakistane. Con le distruzioni causate dalla marina militare indiana, le navi mercantili neutrali iniziarono presto a cercare un passaggio sicuro presso le autorità indiane prima di dirigersi verso Karachi. Gradualmente, le navi neutrali cessarono di navigare per Karachi e venne così attuato "de facto" un blocco navale. Le vittime civili dell'attacco includevano almeno sette morti e sei feriti sulla nave mercantile britannica Harmattan.

### Annotazioni
1. ↑  Centrato direttamente anche da un missile lanciato dalla Nipat il cacciatorpediniere Shah Jahan riportò gravissimi danni, riuscendo a rientrare alla base. tali danni si rivelarono irrimediabili, e la nave non rientrò più in servizio attivo venendo posta in disarmo.
2. ↑  A partire dalla mattina del 5 dicembre, l'Air Priority Board di Karachi fornì un eterogeneo gruppo di aerei tra cui Cessna, Auster, C-47 Dakota, Fokker, DHC-6 Twin Otter con radar e persino un aereo leggero per la protezione delle piante da impiegarsi in missioni di sorveglianza. Questa assortita componente aerea della flotta era pilotata da piloti civili con ufficiali di collegamento navali e nel pomeriggio vi erano in volo da 3 a 4 velivoli, svolgendo una ricerca su un arco di 200 miglia da Karachi.
3. ↑  La Kadmat avrebbe originariamente partecipato all'attacco contro Karachi, ma a causa di un guasto dell'ultimo minuto era stata dirottata ad altro compito.

### Fonti
1. 1 2 3 4 5  Da Frè 2014, p. 87.
2. 1 2 3 4  Da Frè 2014, p. 88.
3. ↑  (EN) Gulab Mohanlal Hiranandani, 1971 War: The First Missile Attack on Karachi, su Indian Defence Review, 9 settembre 2020. URL consultato il 20 marzo 2019 (archiviato dall'url originale il 17 febbraio 2017).
4. ↑  Karim 1996, p. 69.
5. ↑  Hiranandani 2000, p. 118.
6. ↑  Hiranandani 2000, p. 125.
7. ↑   Cmde Ranjit B. Rai, Indian Navy's War Hero passes away Cmde Babru Yadav led the Missile Boat Attack on Karachi in 1971, su India Strategic, aprile 2010. URL consultato il 20 marzo 2019 (archiviato dall'url originale il 12 ottobre 2017).
8. 1 2 3 4 5 6 7 8  Da Frè 2014, p. 89.
9. ↑   Commander BB YADAV, su Gallantry Awards, Ministry of Defence, Government of India. URL consultato il 20 marzo 2019.
10. 1 2 3 4 5   Indo-Pakistani War of 1971, su Global Security. URL consultato il 21 novembre 2016 (archiviato dall'url originale il 26 novembre 2016).
11. ↑  Da Frè 2014, p. 91.
12. ↑  Hiranandani 2000, p. 199.
13. 1 2 3 4 5 6  Da Frè 2014, p. 90.
14. 1 2 3 4 5 6 7 8 9 10   B. Harry, Trident, Grandslam and Python: Attacks on Karachi, su Bharat Rakshak, 7 luglio 2004. URL consultato il 20 marzo 2019 (archiviato dall'url originale il 20 novembre 2014).
15. ↑  Hiranandani 2000, p. 398.
16. ↑  Hiranandani 2000, p. 204.
17. ↑   Harmattan" (British Seamen), su api.parliament.uk, House of Commons, 10 dicembre 1971.